# Zbigniew Wilczkiewicz
Zbigniew Franciszek Wilczkiewicz ps. Kij, Świder (ur. 5 sierpnia 1921 w Bielsku III) – podporucznik piechoty Polskich Sił Zbrojnych i Armii Krajowej, uczestnik Powstania Warszawskiego, cichociemny. Znajomość języków: niemiecki, angielski.  Zwykły Znak Spadochronowy nr 3076, Bojowy Znak Spadochronowy nr 1598.

## Życiorys
Był synem Rudolfa i Genowefy z domu Szupernak. Przed 1939 rokiem uczył się w gimnazjum, należał do harcerstwa. We wrześniu 1939 roku nie został zmobilizowany, 18 września przekroczył granicę polsko-węgierską. 15 grudnia dotarł do Francji, wstąpił do Polskich Sił Zbrojnych, przydzielony do 3 pułku Grenadierów Śląskich. Zdał maturę. Nie brał udziału w walkach. Po upadku Francji ewakuował się do Wielkiej Brytanii, gdzie 13 października został przydzielony do 1 Batalionu Strzelców Podhalańskich. Od 3 maja 1942 uczestnik kursu Szkoły Podchorążych Piechoty. w Dundee. Po jej ukończeniu awansowany na stopień  kaprala podchorążego, ze starszeństwem od 1 sierpnia 1942. Od 3 maja 1942 do 16 maja 1943 przydzielony ponownie do 1 Batalionu Strzelców Podhalańskich 1 Brygady Strzelców, następnie staż w oddziałach brytyjskich.
Zgłosił się do służby w kraju. Przeszkolony ze specjalnością w dywersji na kursach specjalnych dla kandydatów na cichociemnych: m.in.  samochodowym,  spadochronowym, walki konspiracyjnej, odprawowym (STS 43, Audley End), i in. Zaprzysiężony na rotę ZWZ/AK 4 sierpnia 1943 w Chicheley, przez szefa Oddziału VI (Specjalnego) Sztabu Naczelnego Wodza i przerzucony na stację wyczekiwania Głównej Bazy Przerzutowej w Latiano nieopodal Brindisi we Włoszech. 
Skoczył do okupowanej Polski w nocy 24/25 maja 1944 w sezonie operacyjnym „Riposta”, w operacji lotniczej  „Weller 23” dowodzonej przez kpt. naw. Stanisława Daniela, na placówkę „odbiorczą „Koliber-2" 306 (kryptonim polski, brytyjskie oznaczenie numerowe pinpoints),  w okolicach miejscowości Zabierzów Bocheński, 11 km od Bochni, na skraju Puszczy Niepołomickiej. Razem z nim skoczyli: por. Bronisław Konik ps. Sikora, por. Zbigniew Matula ps. Radomyśl, kpt. Michał Nowakowski ps. Harpun, por. Alfred Pokultinis ps. Fon oraz kurier ppor. Jan Nodzyński ps. Łuk.
Po skoku aklimatyzacja do realiów okupacyjnych w Warszawie, ukończył kurs komendantów obwodów, przydzielony jako dowódca plutonu Batalionu Kiliński. 
W powstaniu warszawskim, od  26 lipca przydzielony wraz z dwoma podoficerami AK do grupy cichociemnych:  ppor. Józefa Zająca ps. Kolanko oraz por. Tadeusza Jaworskiego ps. Bławat. Początkowo uczestniczyli w budowie barykady  u zbiegu ulic Świętokrzyskiej z Zielną, od strony Ogrodu Saskiego, następnie jako jedni z pierwszych w walkach o zdobycie PAST-y. Od 5 sierpnia w batalionie „Kiliński”, wraz z ppor. Józefem Zającem ps. Kolanko, mianowanym zastępcą dowódcy 9 kompanii tego batalionu. 6 sierpnia uczestniczyli wraz z trzema żołnierzami w rekonesansie na płonącej ul. Granicznej od strony Żelaznej Bramy. Wzięli do niewoli czterech niemieckich żołnierzy, zdobywając cztery karabiny oraz pistolet Parabellum, uwolnili oraz ewakuowali rannego w nogi radiotelegrafistę wraz z radiostacją. 
Wraz z kompanią walczył o  utrzymanie placówki „Królewska 16” (budynek naprzeciwko ruin giełdy), położonej na obrzeżu Ogrodu Saskiego (róg Placu Grzybowskiego, Granicznej oraz Królewskiej; z drugiej strony Zielnej i Świętokrzyskiej, pośrodku PAST-a), nazywanej „Twierdzą Królewska 16" z powodu zaciętych walk −  Niemcy atakowali ją ponad 30 razy, z użyciem lotnictwa, granatników, kompanii piechoty oraz dwóch czołgów − za każdym razem ataki Niemców były bezskuteczne.
Od 9 września, po rozbiciu batalionu Kiliński, dowódca plutonu 9 kompanii „Romański” w Batalionie Rum, następnie 1 kompanii IV Zgrupowania „Gurt”. Walczył w Śródmieściu, 3 października odznaczony Krzyżem Walecznych.
Po kapitulacji powstania w niewoli niemieckiej, osadzony w Oflagu VII A Murnau, 29 kwietnia 1945 uwolniony przez wojska amerykańskie.. 25 czerwca 1945 zameldował się w Oddziale Specjalnym Sztabu Naczelnego Wodza w Londynie. Jego dalsze losy są nieznane.
18 sierpnia 1950 The London Gazette opublikowała informację, że Zbigniew Wilczkiewicz znany, jako Francis Walden, Polak, pomocnik inżyniera (student), zamieszkały w Londynie przy 45 Matheson Road, otrzymał 19 lipca 1950 obywatelstwo brytyjskie.

## Awanse
- kapral podchorąży – ze starszeństwem od 1 sierpnia 1942.
- podporucznik – ze starszeństwem od 25 maja 1944.

## Odznaczenia
- Krzyż Walecznych – czterokrotnie, m.in. 3 października 1944, 1 stycznia 1945.